# Швецова Ольга Петрівна
Ольга Петрівна Швецова (1916, село Нижні Торгаї, тепер Нижньосірогозького району Херсонської області — ?) — українська радянська діячка, вчителька, директор Нижньоторгаївської неповної середньої школи Нижньосірогозького району Херсонської області. Депутат Верховної Ради УРСР 2-го скликання.

## Життєпис
Народилася у родині селянина-бідняка. У 1930 році закінчила неповну середню школу. У 1930—1932 роках — студентка Мелітопольського педагогічного технікуму.
З 1932 року працювала вчителькою і завідувачкою шкіл у різних селах Нижньосірогозького району Херсонщини.
Під час німецько-радянської війни буда евакуйована у східні райони СРСР, працювала вчителькою у Ростовській, а потім у Сталінградській областях РРФСР.
З травня 1944 року — вчителька, директор Нижньоторгаївської неповної середньої школи Нижньосірогозького району Херсонської області.
З 1947 року — директор Острівської неповної середньої школи села Велика-Лепетиха Велико-Лепетиського району Херсонської області.

## Нагороди
- орден «Знак Пошани» (23.01.1948)